# Julodimorpha bakewelli
Julodimorpha bakewelli es una especie de escarabajo de la familia de los Buprestidae.

## Descripción
Julodimorpha bakewelli puende alcanzar un tamaño de 40 mm de largo, tienen un cuerpo cilíndrico y alargado.
Los adultos de la especie son diurnos y herbívoros.

## Observaciones sobre su comportamiento de apareamiento
Los machos de la especie tienen el hábito de intentar copular con botellas de cerveza desechadas.
Por este descubrimiento, Daryll Gwynne y David Rentz ganaron el Premio Ig Nobel de Biología en 2011.

## Distribución
La especie puede ser encontrada en zonas áridas y semiáridas de Queensland, Nueva Gales del Sur, Victoria y Australia Occidental.